# شوش ۴۲۲۴
سیارک ۴۲۲۴ (به انگلیسی: 4224 Susa، نامگذاری:1988KG) چهار هزار و دویست و بیست و چهارمین سیارک کشف شده‌است که در ۱۹ مه ۱۹۸۸ کشف شد.
قدر مطلق سیارک برابر ۱۰٫۹۰ است.